# Lilla Edets kommun
Lilla Edets kommun är en kommun i Västra Götalands län, i före detta Älvsborgs län. Centralort är Lilla Edet, där 38,7 procent av kommunens befolkning bor (år 2010). Lilla Edets kommun har en tätortsgrad på 62,3 procent.

## Administrativ historik
Kommunens område motsvarar socknarna Ale-Skövde, Fuxerna, Hjärtum, Sankt Peder, Tunge, Västerlanda och Åsbräcka. I dessa socknar bildades vid kommunreformen 1862 landskommuner med motsvarande namn. 
Lilla Edets municipalsamhälle inrättades 31 januari 1890 och upplöstes årsskiftet 1950/1951 när Lilla Edets köping bildades genom ombildning av Fuxerna landskommun.
Vid kommunreformen 1952 skedde sammanläggning av kommunerna till de då bildade Lödöse, Flundre och Inlands Torpe landskommuner medan köpingen inte påverkades.
Lilla Edets kommun bildades vid kommunreformen 1971 av Lilla Edets köping, Lödöse och Indals Torpe landskommuner samt en del ur Flundre landskommun (Åsbräcka). Kommunen låg till 1997 i Älvsborgs län.
Sedan den 1 januari 2005 räknas Lilla Edets kommun som en del av Storgöteborg och kommunen är medlem i Göteborgsregionens kommunalförbund.
Kommunen ingick från bildandet till 2004 i Trollhättans domsaga och orten kommunen ingår sedan 2004 i Vänersborgs domkrets.

## Geografi
Kommunen delas av Göta älv; västra delen av kommunen ligger i landskapet Bohuslän och östra delen i Västergötland. Kommunen gränsar i öster och norr till Trollhättans kommun, i  öster och söder till Ale kommun samt med två mindre enklaver öster om Ale kommun till Alingsås kommun i före detta Älvsborgs län, i söder till Kungälvs kommun, i väster till Stenungsunds kommun och Uddevalla kommun, alla i före detta Göteborgs och Bohus län samt i norr till Vänersborgs kommun i före detta Älvsborgs län.

### Topografi och hydrografi
Kommunens landskap är främst präglat av sprickdalar och långsträckta sjöar, med Götaälvdalen som ett tydligt exempel där älven eroderat sig genom berggrunden längs en stor sprickzon. Efter inlandsisens tillbakadragande har dalen fyllts med leror som idag är benägna att skreda.
Norr om centralorten är älven omgiven av branta brinkar, upp till 20 meter höga, medan söder om den finns vattenytor som är i nivå med omgivningen. Öster och väster om Götaälvdalen sträcker sig omfattande kuperade barrskogsområden med många sjöar.
De skogklädda bergsplatåerna har i stort sett inget jordtäcke. Stora skogsområden, som det populära Väktorområdet i väster, lockar friluftslivsintresserade.

### Administrativ indelning
Fram till 2016 var kommunen för befolkningsrapportering indelad i
- Fuxerna-Åsbräcka församling
- Hjärtums församling
- Lödöse församling
- Västerlanda församling

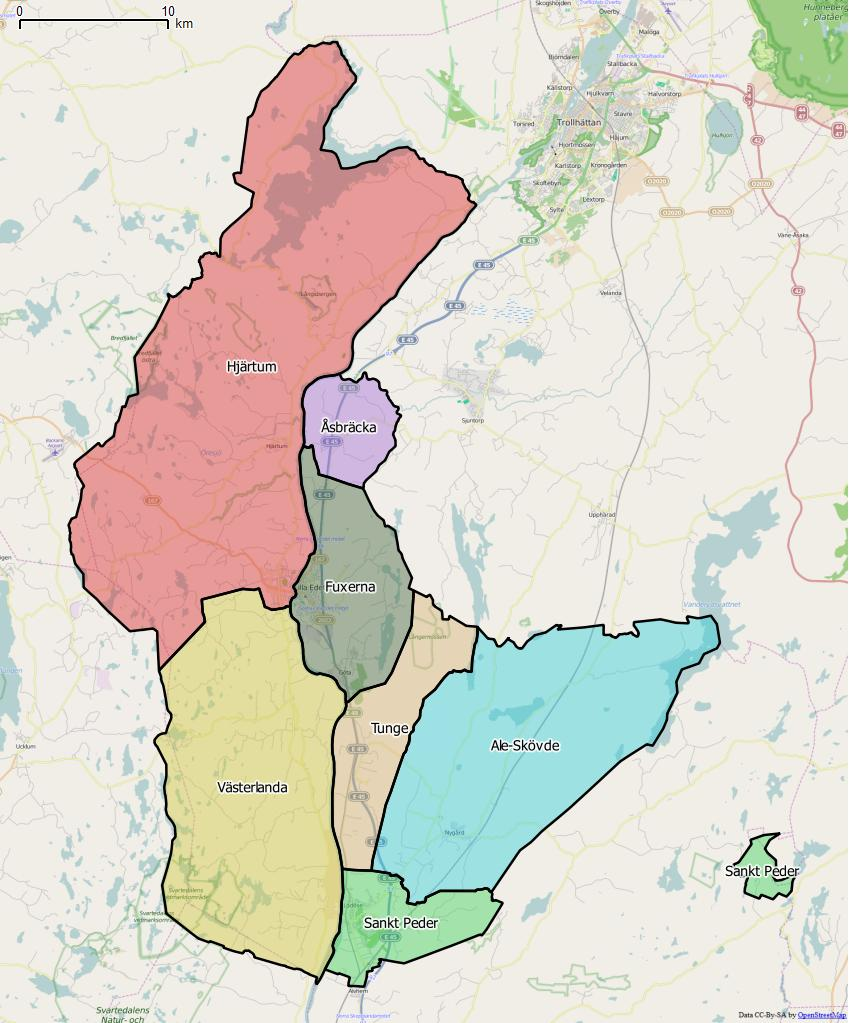
Distrikt (socknar) inom Lilla Edets kommun

Från 2016 indelas kommunen i följande distrikt, vilka motsvarar socknarna:
- Ale-Skövde
- Fuxerna
- Hjärtum
- Sankt Peder
- Tunge
- Västerlanda
- Åsbräcka

### Tätorter
Vid tätortsavgränsningen av Statistiska centralbyrån den 31 december 2015 fanns det sex tätorter i Lilla Edets kommun.
| Nr | Tätort            | Folkmängd |
| -- | ----------------- | --------- |
| 1  | Lilla Edet        | 3 772     |
| 2  | Lödöse            | 1 540     |
| 3  | Lilla Edet västra | 1 446     |
| 4  | Göta              | 1 002     |
| 5  | Nygård            | 490       |
| 6  | Hjärtum           | 385       |

Centralorten är i fet stil

## Styre och politik

### Styre
| År        | Partier | Partier | Partier | Partier | Partier | Partier |
| --------- | ------- | ------- | ------- | ------- | ------- | ------- |
| 2006–2010 | C       | M       | FP      | KD      | MP      |         |
| 2010–2014 | S       | V       | FP      |         |         |         |
| 2014–2018 | S       | V       | FP      |         |         |         |
| 2018–2022 | C       | M       | L       | KD      | MP      |         |
| 2022–2023 | C       | S       | M       |         |         |         |
| 2023–     | C       | S       | M       | V       |         |         |

### Kommunfullmäktige

#### Presidium
| Presidium 2022–2026    | Presidium 2022–2026 | Presidium 2022–2026      |
| ---------------------- | ------------------- | ------------------------ |
| Ordförande             | C                   | Lars Ivarsbo             |
| Förste vice ordförande | SD                  | Johan Sösaeter Johansson |
| Andre vice ordförande  | S                   | Carlos Rebelo da Silva   |

#### Mandatfördelning 1970–2022
|  | 21 | 11 | 5 | 3 |

| 35 | 6 |

|  | 20 | 13 | 4 | 3 |

| 32 | 9 |

| 2 | 20 | 12 | 4 | 3 |

| 32 | 9 |

| 2 | 20 | 10 | 5 | 4 |

| 28 | 13 |

| 2 | 21 | 9 | 3 | 6 |

| 30 | 11 |

| 3 | 19 | 8 | 6 | 5 |

| 30 | 11 |

| 3 | 18 | 2 | 9 | 4 |  | 4 |

| 28 | 13 |

| 4 | 14 |  |  | 10 | 3 | 2 | 6 |

| 27 | 14 |

| 5 | 19 |  | 10 |  |  | 4 |

| 25 | 16 |

| 7 | 13 | 2 | 9 | 2 | 3 | 5 |

| 23 | 18 |

| 3 | 11 |  | 7 | 3 | 2 | 4 |

| 19 | 12 |

| 3 | 11 |  |  | 7 | 2 |  | 5 |

| 18 | 13 |

| 3 | 12 |  | 2 | 5 | 2 |  | 5 |

| 18 | 13 |

| 3 | 11 |  | 5 | 5 |  | 5 |

| 16 |  | 13 |

| 2 | 8 |  | 8 | 6 |  |  | 4 |

| 17 | 14 |

| 2 | 7 |  | 11 | 5 |  | 4 |

| 17 | 14 |

### Nämnder

#### Kommunstyrelse
| Presidium 2023–2026 | Presidium 2023–2026 | Presidium 2023–2026 |
| ------------------- | ------------------- | ------------------- |
| Ordförande          | C                   | Julia Färjhage      |
| Vice ordförande     | SD                  | Frej Dristig        |

#### Lista över kommunstyrelsens ordförande
| Namn | Namn                       | Tillträdde | Avgick |
| ---- | -------------------------- | ---------- | ------ |
|      | Jörgen Hellman (S)         | 1991       | 2002   |
|      | Bjarne Färjhage (C)        | 2002       | 2010   |
|      | Ingemar Ottosson (S)       | 2010       | 2017   |
|      | Carlos Rebelo da Silva (S) | 2017       | 2018   |
|      | Julia Färjhage (C)         | 2018       |        |

#### Övriga nämnder
Avser mandatperioden 2023–2026:
| Nämnd            | Ordförande | Ordförande       | Vice ordförande | Vice ordförande   |
| ---------------- | ---------- | ---------------- | --------------- | ----------------- |
| Bildningsnämnden | M          | Anna Chorell     | SD              | Niclas Ahlberg    |
| Samhällsnämnden  | S          | Mona Burås Dieng | SD              | Andreas Freiholtz |
| Socialnämnden    | M          | Zara Blidevik    | SD              | Niclas Ahlberg    |
| Valnämnden       | S          | Kjell Johansson  | SD              | Daniel Martinsson |
| Jävsnämnden      | C          | Lars Ivarsbo     | KD              | Andreas Nelin     |

## Ekonomi och infrastruktur

### Näringsliv
Lilla Edets kommuns största industri är Edet Bruk, idag känt som Essity AB, som grundades 1881 och specialiserar sig på tillverkning av mjukpapper. Andra betydande företag i kommunen inkluderar Electrolux Filter AB, som tillverkar filterpåsar till dammsugare i Nygård, och Rexell AB, ett energibolag baserat i Göta. Många av invånarna i kommunen pendlar dagligen till Trollhättan eller Göteborg för arbete, vilket är en betydande del av arbetskraftsflödet.

### Infrastruktur

#### Transporter
Kommunen genomkorsas i nord-sydlig riktning av E45, i Lilla Edet avtar länsväg 167 åt väster. Bergslagsbanan (nu Norge/Vänerbanan) skär genom den östra delen av kommunen. Regiontågen Västtågen trafikerar Lödöse södra mellan Älvängen och Trollhättan.

## Befolkning

### Befolkningsutveckling
Kommunen har 14 413 invånare (31 mars 2025), vilket placerar den på 164:e plats avseende folkmängd bland Sveriges kommuner.
| Befolkningsutvecklingen i Lilla Edets kommun 1970–2020 | Befolkningsutvecklingen i Lilla Edets kommun 1970–2020 | Befolkningsutvecklingen i Lilla Edets kommun 1970–2020 | Befolkningsutvecklingen i Lilla Edets kommun 1970–2020 | Befolkningsutvecklingen i Lilla Edets kommun 1970–2020 |
| ------------------------------------------------------ | ------------------------------------------------------ | ------------------------------------------------------ | ------------------------------------------------------ | ------------------------------------------------------ |
|                                                        |                                                        |                                                        |                                                        |                                                        |
| År                                                     |                                                        |                                                        | Folkmängd                                              |                                                        |
| 1970                                                   | 1970                                                   |                                                        | 10 065                                                 |                                                        |
| 1975                                                   | 1975                                                   |                                                        | 11 229                                                 |                                                        |
| 1980                                                   | 1980                                                   |                                                        | 11 836                                                 |                                                        |
| 1985                                                   | 1985                                                   |                                                        | 11 971                                                 |                                                        |
| 1990                                                   | 1990                                                   |                                                        | 12 939                                                 |                                                        |
| 1995                                                   | 1995                                                   |                                                        | 13 288                                                 |                                                        |
| 2000                                                   | 2000                                                   |                                                        | 12 944                                                 |                                                        |
| 2005                                                   | 2005                                                   |                                                        | 12 889                                                 |                                                        |
| 2010                                                   | 2010                                                   |                                                        | 12 578                                                 |                                                        |
| 2015                                                   | 2015                                                   |                                                        | 13 178                                                 |                                                        |
| 2020                                                   | 2020                                                   |                                                        | 14 282                                                 |                                                        |

## Kultur

### Kulturarv
I Hålleröd, söder om Askeröds gård, finns en vattendriven spånhyvel från sekelskiftet som tidigare användes för tillverkning av takspån till äldre hus. Idag är hyveln restaurerad och fungerar lika effektivt som tidigare. Enligt uppgift byggdes den 1921 av gårdsägaren. Yrkesmässig spånhyvling upphörde på 1950-talet, men varje år visar Hjärtums hembygdsförening upp den traditionella hyvlingstekniken under "Spånhyvelns dag".
Sankt Olofs källa, tidigare ansedd för att kunna bota ögonsjukdomar, var en plats för vallfärd på St. Olaus dag (Olsok). Firandet vid källan förbjöds 1690 av kyrkoherde Bonander.
Arbetet med Lilla Edets sluss påbörjades på 1580-talet efter Johan III:s förslag. Den gamla slussen stod klar 1607 och är Sveriges första. Trots förstörelse under krigen återuppbyggdes den 1784. En minnessten vid den gamla slussen hedrar 47 soldater från Västgöta-Dals regemente som drunknade under en räddningsaktion vid en stor brand 1830.
Lapp-Augusts stuga, en ruin utanför Prässebo, är resultatet av 40 års arbete av Lapp-August. Trots att taket är borta idag finns stenfundamenten kvar, och platsen är en oas för att beundra hans livsverk.
I Lilla Edet kan besökare se Ströms sluss där fritidsbåtar och kanalfartyg slussas längs Göta älv. Slussen är en del av Trollhätte kanal och bidrar till att hantera en nivåskillnad på sex meter i älven.

### Kommunvapen
Blasonering: I fält av guld från en av vågskura bildad stam av silver uppskjutande svart krenelerad portbyggnad med krenelerade, på snedsträvor vilande skyttegångar och med två krenelerade torn, vartdera avslutat med en kupol, krönt med en lilja.
Vid kommunbildningen 1971 hade såväl köpingen som Lödöse landskommun heraldiska vapen. Lödöses vapen gick tillbaka på Gamla Lödöses äldsta bevarade sigill och var fastställt 1953. Det diskuterades att kombinera inslag från båda vapnen, men man beslutade att anta Lödöses vapen för den nya kommunen och lät registrera det hos Patent- och registreringsverket 1979.

Lilla Edets köping (1956–1970)
Lödöse landskommun (1953–1970) Lilla Edets kommun (1971-)